# バスケットボールヨルダン代表
バスケットボールヨルダン代表（Jordan national basketball team）は、ヨルダンバスケットボール連盟により国際大会に派遣されるヨルダンのバスケットボールナショナルチームである。

## 歴史
1985年にアジア選手権初出場。
2006年アジア大会では4位となった。
2007年アジア選手権では2次ラウンドで日本に敗れたものの、5-8位決定戦でカタール・台湾を下し歴代最高位の5位となった。
2009年アジア選手権では3位に入り、翌2010年に世界選手権初出場。
2011年アジア選手権では1次リーグ2位、2次リーグ4位だったが、決勝トーナメントでイランとフィリピンを破り、初めて決勝に進出し、69-70で中国に敗れて準優勝。ロンドンオリンピック世界最終予選にも出場。
2019年ワールドカップ予選はニュージーランド、韓国に次ぐグループ3位でW杯出場権を獲得。ワールドカップでは順位決定リーグのセネガル戦で初勝利をあげた。
2022年FIBAアジアカップではグループステージを2勝1敗で突破。決勝ラウンド1回戦ではチャイニーズ・タイペイ相手に97-96のスコアで勝利し、クォーターファイナルではイランを91-76のスコアで破り準決勝に進出。準決勝ではレバノン相手に86-85と惜しくも破れ、3位決定戦でもニュージーランド相手に83-75のスコアで破れ4位となった。
2023年ワールドカップ予選では6勝4敗という成績で予選を突破し、本大会出場を決めた。本大会ではロンデー・ホリス＝ジェファーソンが帰化選手としてプレーし活躍を見せるも、グループステージと順位決定戦の全試合で敗れた。ワールドカップ後に行われたアジア大会は、決勝でフィリピンに敗れ銀メダル。
2025年FIBAアジアカップでは、グループステージを1勝2敗で終え準々決勝進出決定戦に回るもチャイニーズタイペイ相手に敗れた。大会最終順位は11位。

## 過去の成績
- オリンピックの成績
  - 出場なし
- ワールドカップの成績
  - 2010年 - 21位
  - 2019年 - 28位
- アジア選手権の成績
  - 準優勝：2011年
  - 3位：2009年
  - 4位 : 2022年
  - 5位：2007年
  - 7位：1997年, 2005年,2013年

- アジア大会の成績
  - 銀メダル:2023年
  - 4位：1986年, 2006年
- 2008年FIBAアジアスタンコビッチカップ - 優勝

## 現在の代表選手
2025年FIBAアジアカップのロスター
- アブドゥラー・オラジュワン
- ダー・タッカー
- アブドゥルラフマン・オラジュワン
- フレディ・イブラヒム
- アフマド・アルハマルシェヘ
- ヤザン・アルタウィール
- ユセフ・アブワザネフ
- ハレド・アブアブド
- ラウィ・キラニ
- ハシェム・アッバス
- マレク・カナーン
- ファリス・ムハルバフ

## 歴代代表選手
- ロンデー・ホリス＝ジェファーソン
- ダー・タッカー
- アハメット・アル・ドワイリ
- フレディ・イブラヒム
- モハマッド・フセイン
- ハシェム・アッバス
- アミン・アブ・ハワス
- サミ・ブザイ
- アブドゥル・ラフマン・オラジュワン
- ザイド・アッバス
- マレク・カナーン
- アミン・アブ・ハワス
- アブドゥラー・オラジュワン
- ラウィ・キラニ
- ヤザン・アル・タウィール

## 歴代ヘッドコーチ
- タブ・ボールドウィン (2011-2012)
- ザイド・アル・カス (2018-2019)
- ロイ・ラナ (2025-)